# Xanthochorema paniensis
Xanthochorema paniensis là một loài Trichoptera trong họ Hydrobiosidae. Chúng phân bố ở miền Australasia.